# Shirley Horn
Shirley Horn, née le 1er mai 1934 à Washington DC aux États-Unis et morte le 20 octobre 2005 à Washington DC, est une chanteuse et pianiste de jazz américaine.

## Biographie
Shirley Horn était une virtuose du piano dès son enfance. Elle devient la première pianiste et chanteuse de jazz à 17 ans après Nat King Cole[pas clair]. Elle enregistre son premier album de jazz en 1960 sur le petit label Stere-o-craft et met ensuite sa carrière en pause afin d'élever sa fille Rainy. Elle signe son retour en 1987[réf. nécessaire].
Elle remporte le Grammy Award de la meilleure performance vocale sur un album en 1999 pour I Remember Miles (1998). Cet album est un hommage à Miles Davis, qui l'avait découverte en 1960. Cette même année sort un album intitulé (The ultimate collection) Best Of dont les morceaux ont été sélectionnés par Diana Krall.
L'album You Won't Forget Me en constitue un exemple magistral, et notamment la chanson-titre co-interprétée avec Miles Davis (le dernier enregistrement de celui-ci comme sideman).

## Discographie

### Albums studio
- 1960 : The Real Thing
- 1960 : Where are you going
- 1961 : Embers and Ashes
- 1963 : Shirley Horn with horns
- 1963 : Loads of love
- 1965 : Travelin' Light
- 1978 : A Lazy Afternoon
- 1984 : Garden of the Blues
- 1987 : Softly
- 1988 : Close Enough for Love
- 1991 : You Won't Forget Me avec Miles Davis sur le titre éponyme.
- 1991 : Shirley Horn with Strings
- 1992 : Here's to Life
- 1993 : Light out of Darkness
- 1995 : The Main Ingredient
- 1997 : Loving You
- 1998 : I Remember Miles
- 2001 : You're My Thrill
- 2003 : May the Music never end

### Albums en public
- 1961 : Live at the Village Vanguard
- 1981 : All Night Long
- 1981 : Violets for Your Furs
- 1987 : I Thought about you
- 1992 : I Love You, Paris
- 2008 : Live at the 1994 Monterey Jazz Festival

### Compilations
- 1999 : Quiet Now: Come a Little Closer
- 1999 : Ultimate Shirley Horn
- 2005 : The best of Shirley Horn on Verve